# Seznam zámků na Slovensku
Seznam zámků na Slovensku seřazených podle krajů:

## Banskobystrický kraj
- Banská Bystrica – uváděn také jako hrad
- Banská Štiavnica (starý zámek)
- Banská Štiavnica (nový zámek)
- Halič
- Slovenská Ľupča
- Vígľaš
- Zvolen

## Košický kraj
- Markušovce

## Nitranský kraj
- Horní Lefantovce (starý zámek)

## Prešovský kraj
- Kežmarok
- Lovecký zámeček Hohenlohe

## Trenčínský kraj
- Bojnice
- Plavecké Podhradie

## Trnavský kraj
- Hlohovec
- Holíč
- Smolenice

## Žilinský kraj
- Budatín
- Bytča
- Kunerad